# Doolin
Doolin (Dúlainn en irlandés) es un pueblo costero en el Condado de Clare, Irlanda, en la costa Atlántica, en el suroeste de la región de el Burren. Se encuentra junto a la ciudad balneario de Lisdoonvarna. Es un enclave muy conocido por la música irlandesa, la cual se puede disfrutar cada noche en cualquiera de los tres pubs y que lo hace un destino turístico muy popular. En los alrededores se encuentran numerosos yacimientos arqueológicos, muchos de los cuales se remontan a la edad de hierro e incluso anteriores. En las cercanías también se encuentran los castillos de Doonagore y de Ballinalacken.
Doolin es uno de los tres lugares que disponen de servicio de ferry a las Islas Aran (los otros dos son Galway y el pueblo de Rossaveal en la costa noroeste de la bahía de Galway), las cuales son visibles desde la ciudad. Doolin se encuentra también cerca de los acantilados de Moher y existe un servicio de autobús entre Limerick/Ennis y Galway que dispone de paradas tanto en los acantilados como en el pueblo de Doolin.
El pueblo se encuentra disperso y se compone de tres partes – en la parte superior Roadford que se encuentran dos pubs, un restaurante, una cafetería, algunos albergues, B&Bs y un campin; aproximadamente un kilómetro más abajo en dirección a la costa y el puerto se está Fisher Street, donde se encuentra el pub O'Connor's, un albergue, tiendas, restaurantes y B&Bs. Entre ambas zonas hay dos hoteles y un nuevo pub que se inauguraron en 2006/2007. Siguiendo hacia el mar, nos encontramos el puerto de Doolin y otro campin al final de la carretera.
El río Aille que llega desde las colinas de el Burren atraviesa Doolin para desembocar en el mar. A poca distancia del puerto se encuentra Crab Island (la isla de los cangrejos), la cual está desierta salvo por los restos de un fortín de piedra del siglo XIX.

## Los tres pubs de Doolin
Doolin es a menudo conocida como la "Capital de la música tradicional de Irlanda" y es famosa por sus tres pubs en los cuales se puede disfrutar cada noche de sesiones en vivo de música tradicional. Los tres pubs son Gus O'Connor's, McDermott's y McGann's. El festival Micho Russell se celebra cada año el fin de semana posterior al último viernes de febrero.

## Galería de imágenes

Doolin - Dúlainn
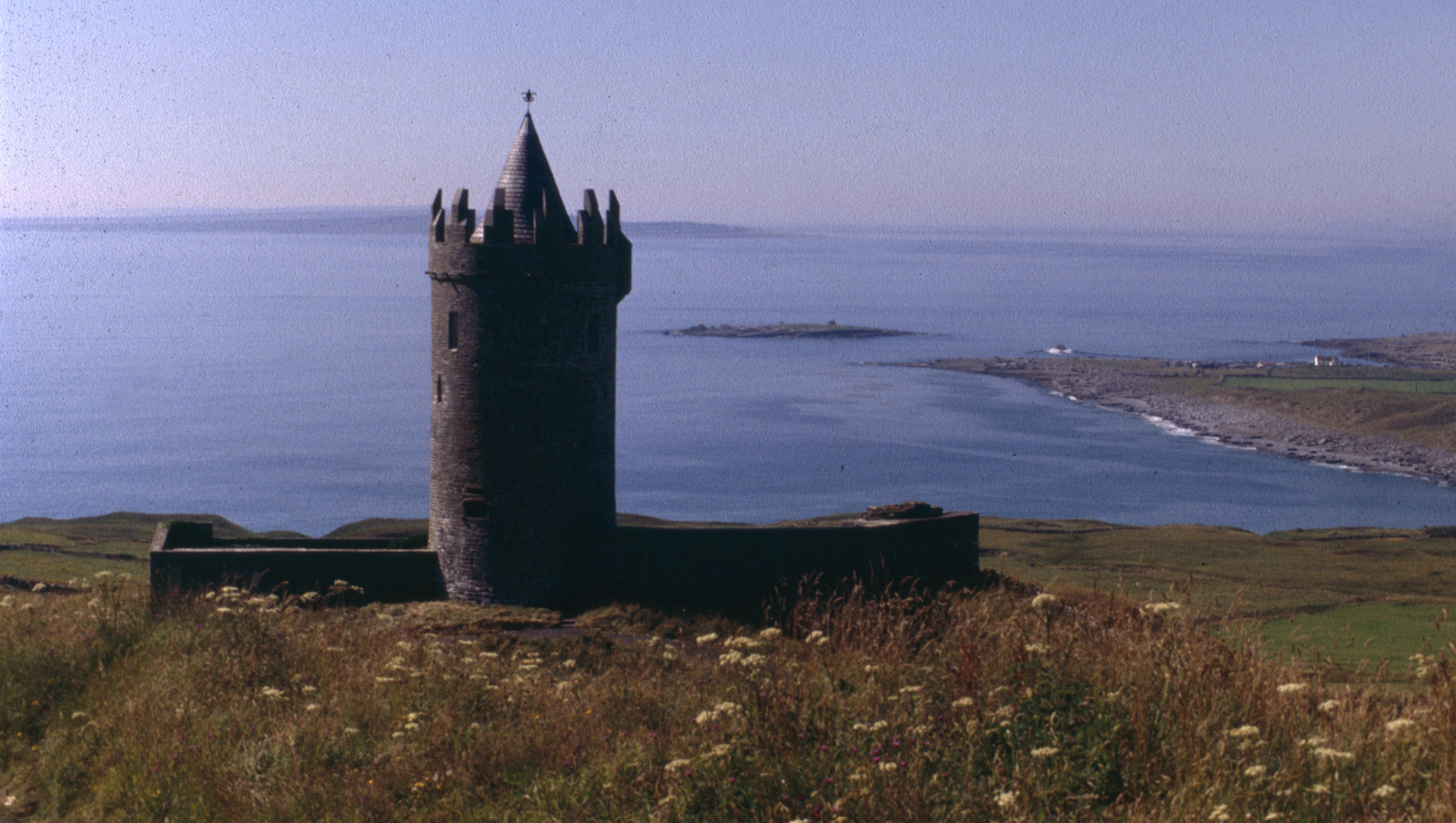
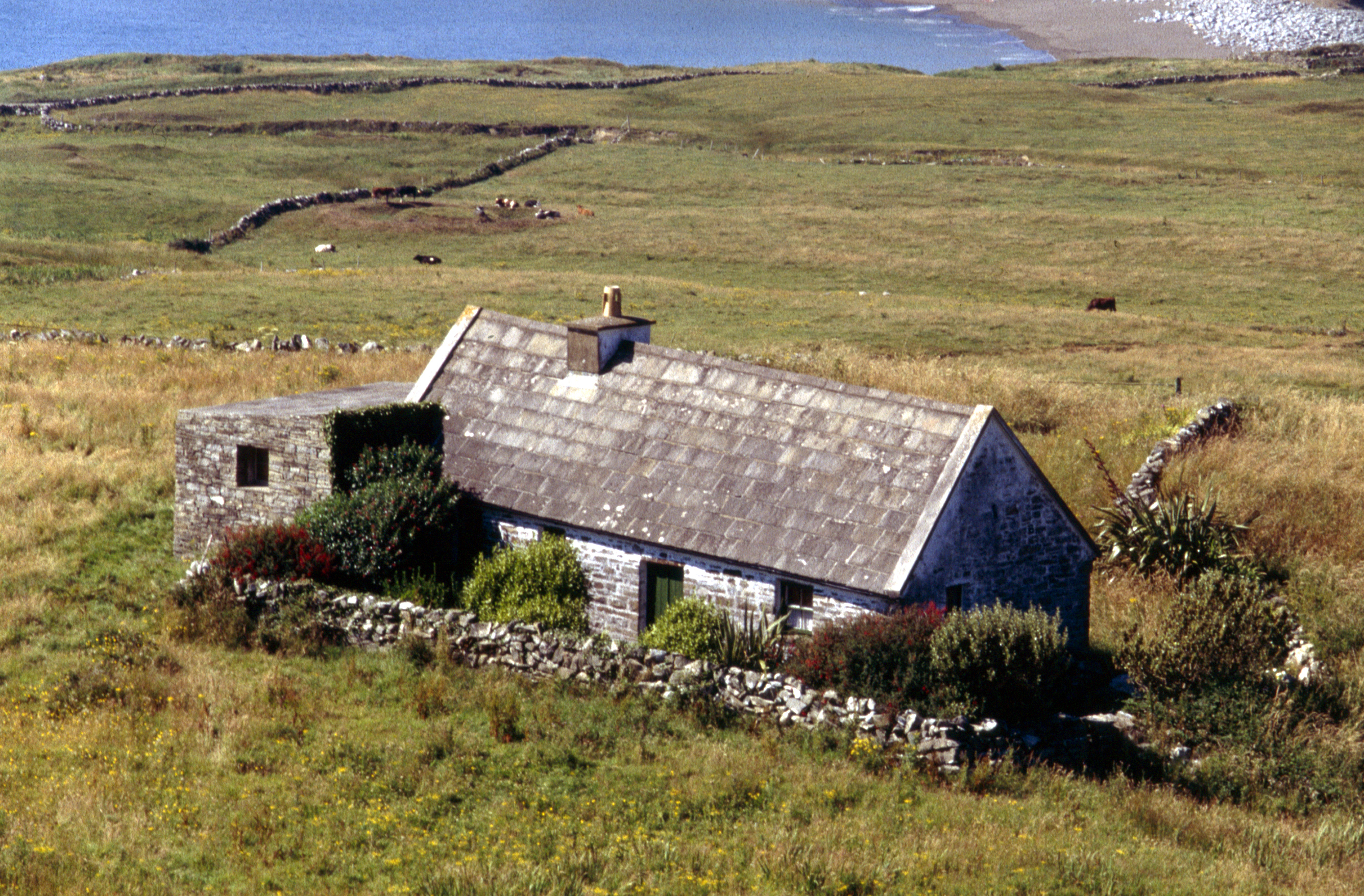
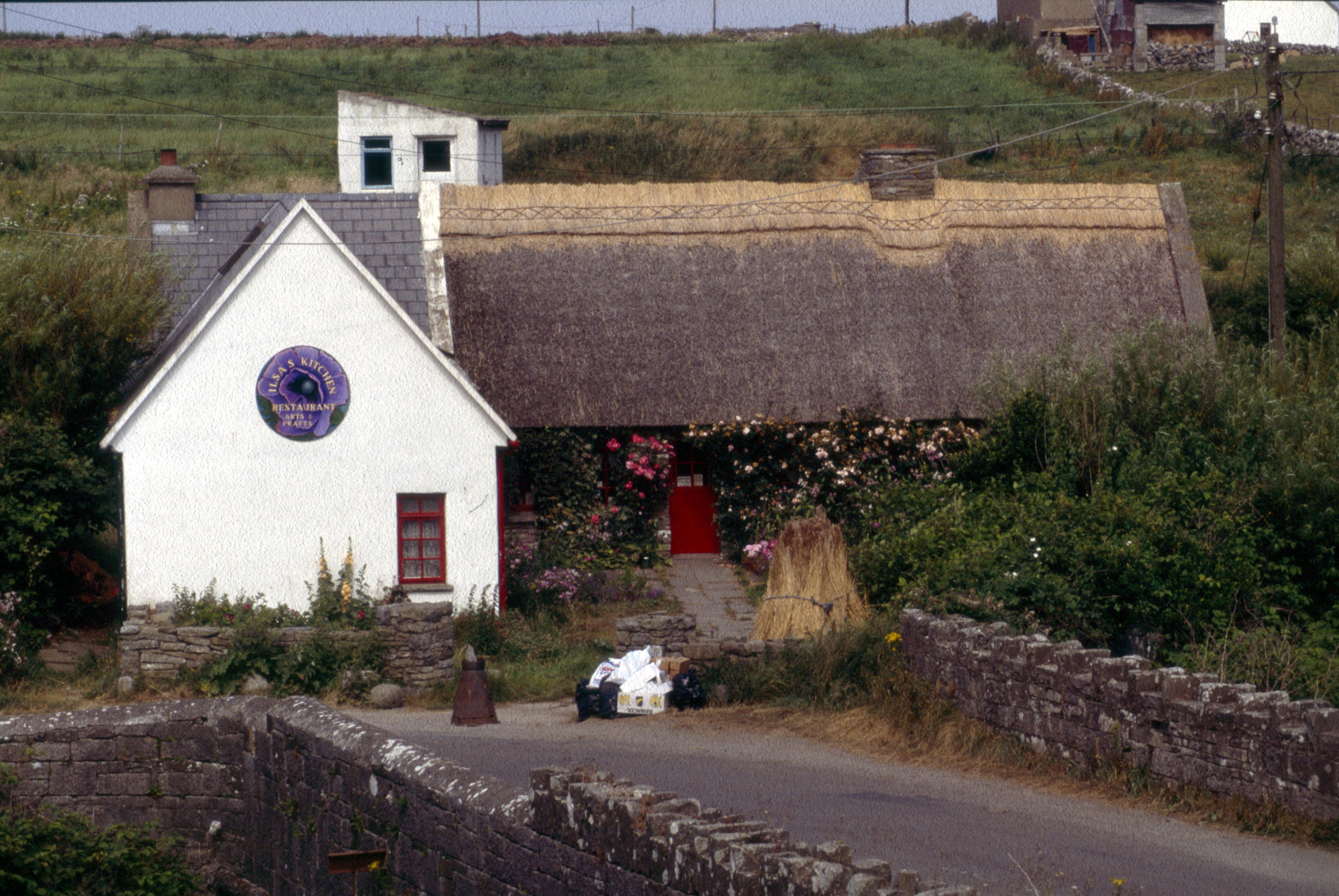
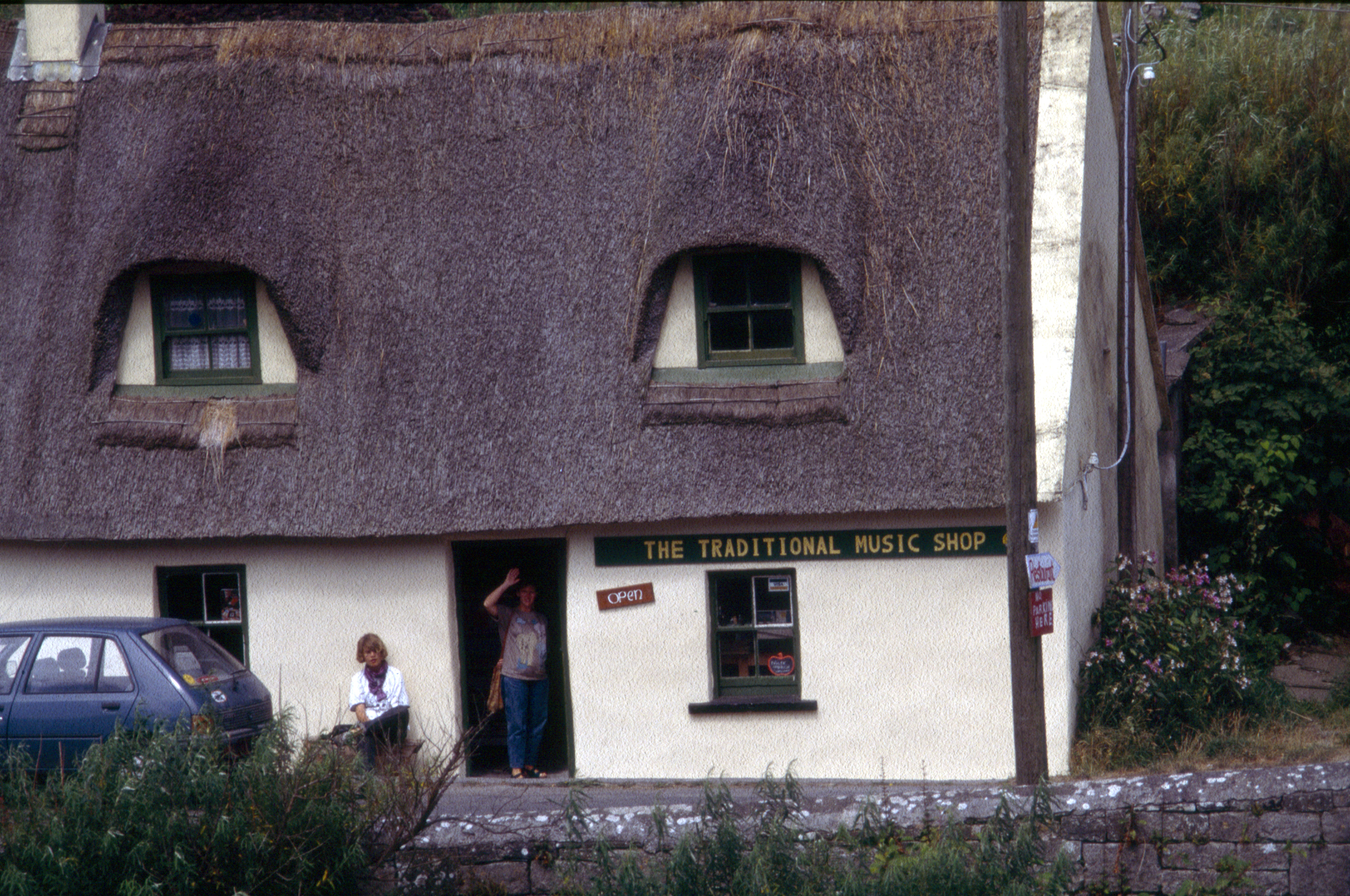
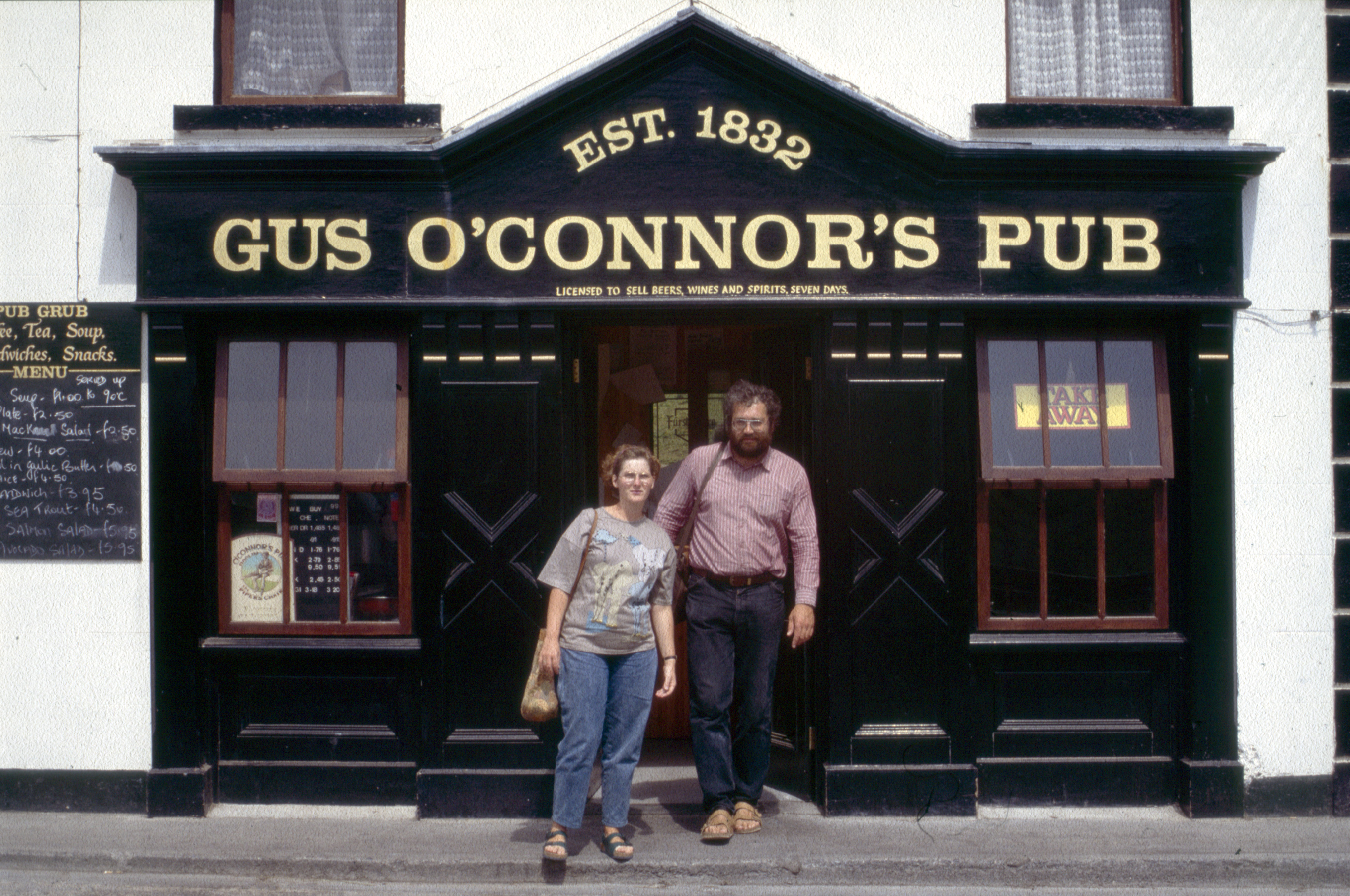
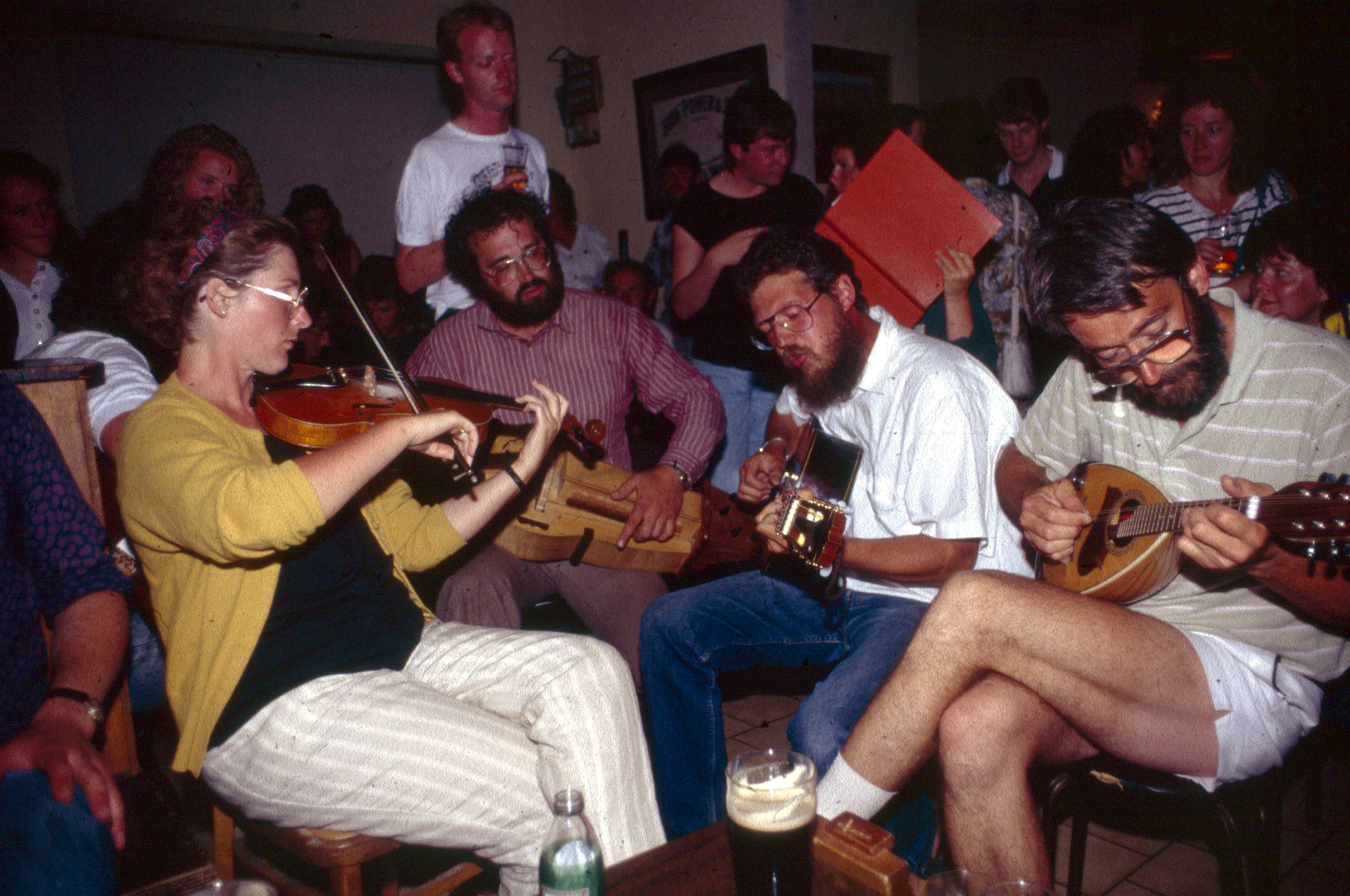
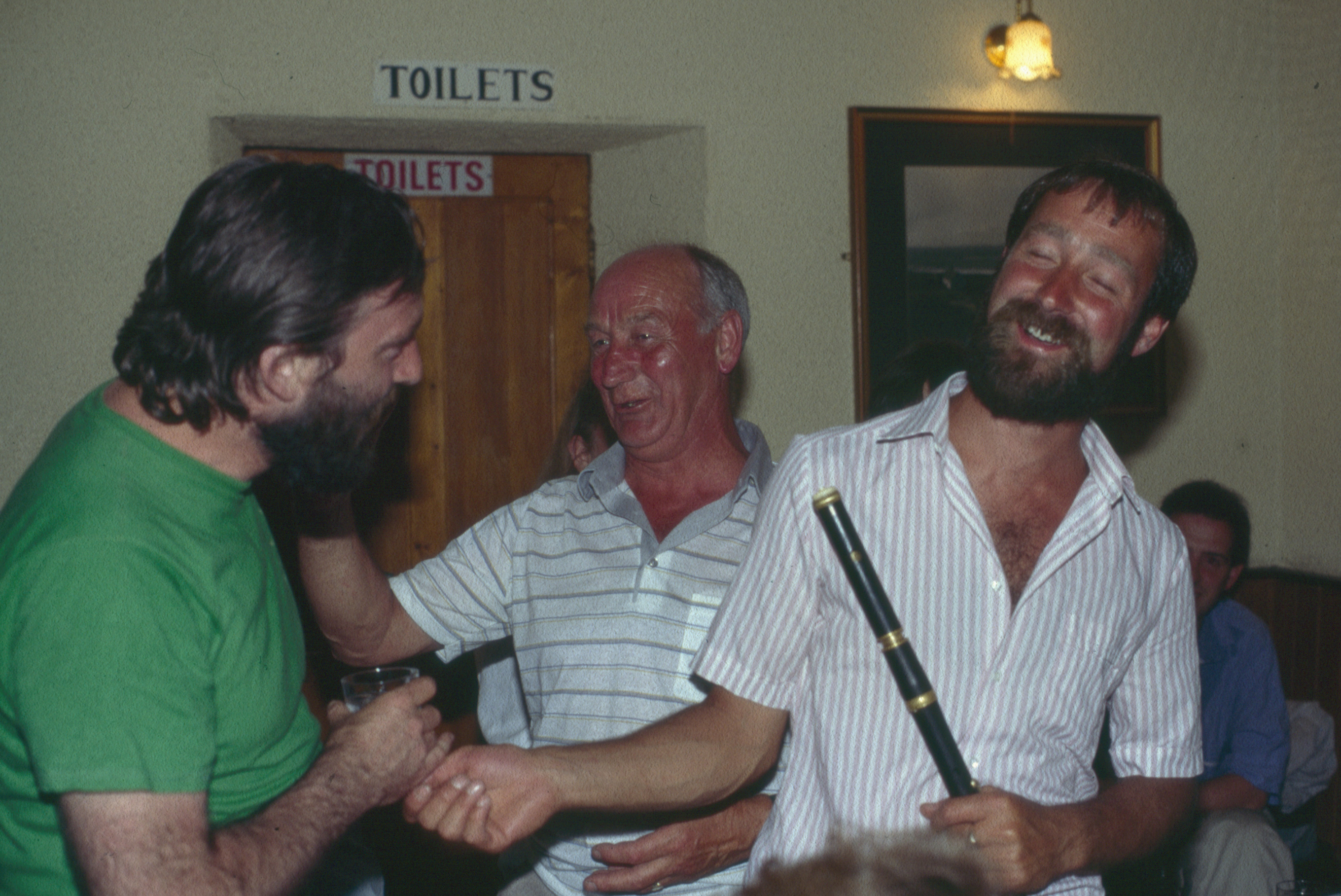

- Datos: Q174802
- Multimedia: Doolin / Q174802